# Parasitaire kegel

Doorsnede van een vulkaan. Een parasitaire kegel is aangegeven met nummer 11.

Een parasitische kegel, laterale kegel of adventieve kegel is een vulkanische kegel die zich op de zijkant van een grotere kegelvulkaan bevindt.